# Соминська сільська рада
| Соминська сільська рада — колишня адміністративно-територіальна одиниця та орган місцевого самоврядування у Турійському районі Волинської області з адміністративним центром у селі Сомин. Припинила існування 7 листопада 2017 року через об'єднання в Луківську селищну громаду Волинської області. Натомість утворено Соминський старостинський округ при Луківській селищній громаді. Сільській раді підпорядковувались населені пункти: - с. Сомин - с. Відути |

## Склад ради
Рада складалась з 14 депутатів та голови.

### Керівний склад ради
| ПІБ                  | Основні відомості                                                                                  | Дата обрання | Дата звільнення |
| -------------------- | -------------------------------------------------------------------------------------------------- | ------------ | --------------- |
| Сусь Іван Сергійович | Сільський голова, 1980 року народження, освіта, безпартійний                                       | 26.03.2006   | 31.10.2010      |
| Сусь Іван Сергійович | Сільський голова, 1980 року народження, освіта вища, член Всеукраїнського об'єднання «Батьківщина» | 31.10.2010   |                 |

Примітка: таблиця складена за даними джерела

## Загальні відомості
Історична дата утворення: в 1945 році. Водоймища на території, підпорядкованій даній раді: озеро Сомино.
В Соминській сільській раді працює: 1 клуб, 1 бібліотека, 2 медичних заклади, 4 торговельних заклади.
Всі села сільської ради не газифіковані. Дороги здебільшо з ґрунтовим покриттям. Стан доріг задовільний.
На території сільської ради проходить Автошлях М07 Київ-Ягодин та Автошлях Т 0309 Дубечне-Піддубці.

## Населення
За переписом населення України 2001 року в сільській раді мешкало 386 осіб.

### Мова
Розподіл населення за рідною мовою за даними перепису 2001 року:
| Мова       | Відсоток |
| ---------- | -------- |
| українська | 99,22 %  |
| російська  | 0,78 %   |